# Дориа, Агостино
Агостино Дориа (итал. Agostino Doria; Генуя, 1540 — Генуя, 1607) — дож Генуэзской республики.

## Биография
Сын Джакомо Дориа и Беттины де Франки, родился в Генуе около 1540 года. У Агостино было два старших брат, в том числе Николо Дориа (дож Генуи в 1579-1581), и пять сестер. Он стал третьим представителем своего рода на посту дожа, после Николо и дяди Джованни Баттиста Дориа в 1537-1539 годах.
Агостино вышел на политическую сцену во время гражданской войны 1575 года, разделившей знать столицы на фракции "новой" и "старой" знати. В 1576 году Агостино вошел в состав 400 членов Большого совета и 1000 членов Малого совета Республики. С капиталом в 73,750 крон он в то время был третьим по богатству человеком в государстве, следуя за братом Николо (162,500 крон) и Джованни Андреа Дориа (200.000 крон).
В 1578 году Агостино стал одним из "отцов города", через три года был избран в магистрат изобилия. В 1582 году он был назначен сенатором Республики и взял на себя контроль за некоторыми общественными работами, в частности, возведением новой церкви Сан-Пьетро-ин-Банки и последующей застройки площади рядом и улицы Социлья. В последующие годы он занимал должности в магистратах чрезвычайных ситуаций и иностранной валюты.
Впервые свою кандидатуру на выборы дожа Агостино выдвинул еще в 1597 году, при поддержке Джованни Андреа Дориа, но выборы выиграл Ладзаро Чеба Гримальди, при поддержке маркиза Амброзио Спинолы. 

### Правление

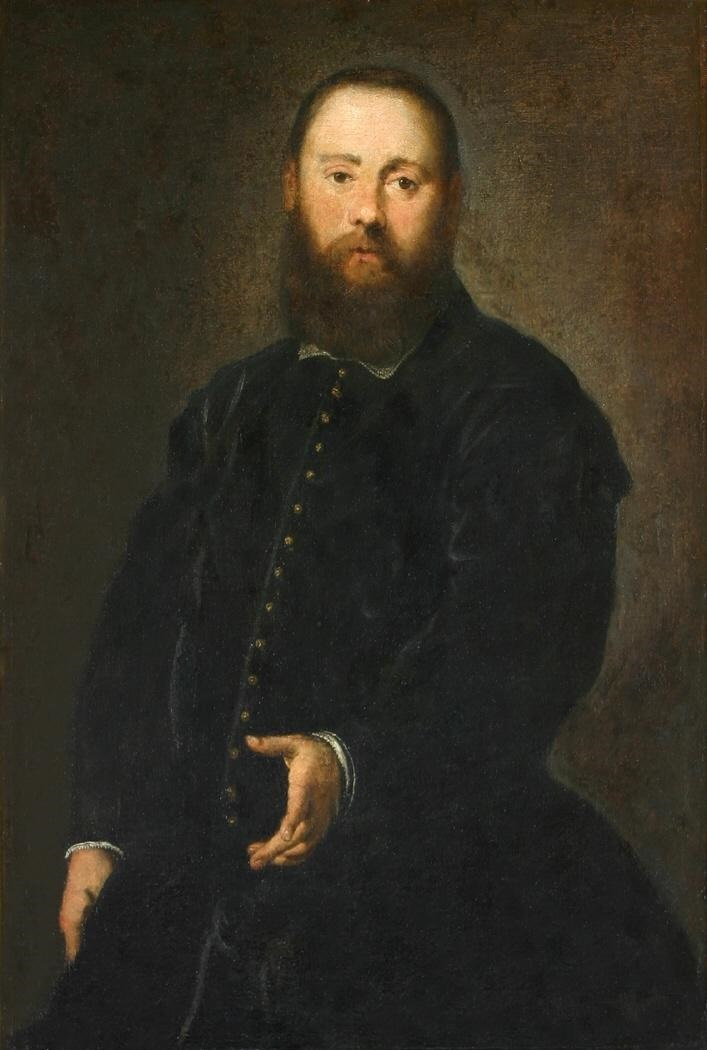
Предположительно портрет Агостино Дориа кисти Тинторетто

Несмотря на разногласия между фракциями "старой" и "новой" знати, 24 февраля 1601 года Агостино все-таки получил 245 голосов в свою пользу и был избран дожем, 83-м в республиканской истории.
Его правление было отмечено внутренними распрями между аристократами по поводу дальнейшего внешнеполитического курса Генуи после смерти Филиппа II, а также ростом конфликтов между дворянством и народом. Проявлением таких конфликтов стало убийство бывшего дожа Лоренцо Саули сыном чесальщика шерсти Дженезио Гропалло. Гропалло вместе с кузеном Джироламо Россо, признанного соучастником, был обезглавлен по приказу дожа, в атмосфере охоты на заговорщиков был казнен и доктор Джованни Джорджо Левратто, обвиненный в профранцузском заговоре в отсутствие существенных доказательств против него.
Чтобы противостоять росту напряженности в городе, бандитизу и преступности в целом, в 1601 году дож учредил капитанства в районах города, а 1602 году новую комиссию (под собственным председательством) для изучения наиболее эффективных средств борьбы против преступного мира. Дориа также предложил строительство новых оборонительных укреплений и обустройство новой гавани для торговых судов.
По истечении срока полномочий 25 февраля 1603 года Дориа был назначен пожизненным прокурором. Он умер в Генуе 1 декабря того же года и был похоронен в местной церкви Сан-Маттео. От брака с Элианой Спинола он имел шестерых детей.